# Ischnopopillia flavomarginata
Ischnopopillia flavomarginata är en skalbaggsart som beskrevs av Lin 1965. Ischnopopillia flavomarginata ingår i släktet Ischnopopillia och familjen Rutelidae. Inga underarter finns listade i Catalogue of Life.